# Petriwka (rejon bogoduchowski)
Petriwka (ukr. Петрівка) – wieś na Ukrainie, w obwodzie charkowskim, w rejonie bogoduchowskim, w hromadzie Zołocziw. W 2001 liczyła 266 mieszkańców, spośród których 229 wskazało jako ojczysty język ukraiński, 25 rosyjski, 1 węgierski, 2 ormiański, a 9 inny.